# Гай Бруттий Криспин
Гай Бруттий Криспин (лат. Gaius Bruttius Crispinus) — римский государственный деятель первой половины III века.

## Биография
Отцом Криспина был консул 187 года Луций Бруттий Квинций Криспин, а братом — консул 217 года Гай Бруттий Презент. Возможно, его преноменом был не Гай, а Луций. О карьере Криспина известен только тот факт, что в 224 году он занимал должность ординарного консула вместе с Аппием Клавдием Юлианом.